# 5328 Nisiyamakoiti
5328 Nisiyamakoiti è un asteroide della fascia principale. Scoperto nel 1989, presenta un'orbita caratterizzata da un semiasse maggiore pari a 2,4086476 au e da un'eccentricità di 0,1412489, inclinata di 6,91756° rispetto all'eclittica.
L'asteroide è dedicato all'astrofilo giapponese Koichi Nishiyama.